# Johann Georg Hagen
Johann (John) Georg Hagen (Bregenz, 6. ožujka 1847. – Rim, 5. rujna 1930.) bio je austrijski isusovački katolički svećenik, matematičar i astronom. Nakon što je službovao kao ravnatelj Zvjezdarnice Sveučilišta u Georgetownu, papa Pio X. pozvao ga je u Rim 1906. godine da bude ravnatelj nove Vatikanske zvjezdarnice.

## Životopis

### Mladost i školovanje
Johann Georg Hagen rođen je u Bregenzu u Austriji 6. ožujka 1847. kao sin školskog učitelja.
Godinee 1863. ušao je u Družbu Isusovu u Gorheimu u Njemačkoj. Pohađao je isusovački koledž Stella Matutina u Feldkirchu u Austriji, a također je studirao matematiku i astronomiju na Sveučilištu u Bonnu i Sveučilištu u Münsteru. Dobrovoljno se prijavio za rad u ambulanti za vrijeme Francusko-pruskog rata, ali je obolio od trbušnog tifusa.
4. srpnja 1872. Otto von Bismarck, njemački kancelar, protjerao je isusovce iz Njemačkog Carstva. Johann je otišao u Englesku gdje je zaređen za svećenika.

### Djelovanje u SAD-u
U lipnju 1880. napustio je Englesku i otišao u SAD. Tamo je počeo predavati na Sacred Heart Collegeu u Prairie du Chienu, Wisconsin. Tamo je njegovao interes za astronomiju i izgradio mali opservatorij za astronomska promatranja.
Godine 1888. pozvan je na mjesto ravnatelja Opservatorija isusovačkog Sveučilišta u Georgetownu. Ondje je nastavio svoja istraživanja i objavio brojne članke i tekstove. Istraživao je ponajviše promjenljive zvijezde, emisijske i tamne maglice.

### Djelovanje u Vatikanu
Godine 1906. papa Pio X. pozvao je Johanna da preuzme vodstvo Vatikanske zvjezdarnice u Rimu. Preminuo je u Rimu 5. rujna 1930. godine.

## Ostalo
Napisao je nekoliko članaka o astronomskim temama za Catholic Encyclopedia.
Najpoznatije mu je djelo „Katalog promjenljivih zvijezda” („Atlas stellarum variabilium”, 1890.–1930.).
Hagen je također bio i duhovnik Marije Elizabete Hesselblad (1870.–1957.), koju je on i krstio 15. kolovoza 1902., a koja je 5. lipnja 2016. proglašena svetom.

## Počasti
- Po njemu je nazvan krater Hagen, promjera 55 km, na suprotnoj strani Mjeseca.[2]

- Asteroid (562971) Johannhagen.[3]

- U matematici je Rothe–Hagenov identitet nazvan po njemu.

- Član njemačke Nacionalne akademije znanosti Leopoldina (od 1908).[2]

### Knjige
- The Catholic Encyclopedia and its Makers. The Encyclopedia Press. 1917.

### Mrežna sjedišta
- Hagen, Johann Georg. www.enciklopedija.hr. Pristupljeno 7. lipnja 2023.
- Nova imena za asteroide: tri isusovca i papa. KTA BK BiH. Pristupljeno 7. lipnja 2023.